# Koński Jar-Nutki
Koński Jar-Nutki lub Ursynów Północny-Koński Jar-Nutki – osiedle w dzielnicy Ursynów w Warszawie.

## Położenie i charakterystyka
Osiedle Koński Jar-Nutki położone jest na stołecznym Ursynowie, na północy obszaru Miejskiego Systemu Informacji Ursynów Północny. Jest usytuowane między ulicami: Wawrzyńca Surowieckiego, Zaolziańską, Doliną Służewiecką i aleją Komisji Edukacji Narodowej. Jego powierzchnia wynosi ok. 7,3 hektara. Osiedle przecinają ulice Koński Jar i Nutki. W bezpośrednim sąsiedztwie znajduje się park Romana Kozłowskiego z Kopą Cwila.
Osiedle obejmuje jedenaście budynków wielorodzinnych położonych pod adresami: ul. Koński Jar 1, 2, 3, 4, 7, 8, 9 i 10 oraz ul. Nutki 1, 2 i 3/5. Zabudowę uzupełnia budynek usługowy przy ul. Koński Jar 6, tzw. „Dom Rodzinny” – pierwszy dom kultury na Ursynowie, w którym mieściły się przez pewien czas m.in. księgarnia Krajowej Agencji Wydawniczej oraz kawiarnia „Derby”. Znajdują się tu też jeszcze dwa mniejsze budynki usługowe pod adresami Nutki 1a oraz Surowieckiego 2a/2b.
W 1960 w ramach rozbudowy Służewa, wówczas części dzielnicy Mokotów, wytyczono kilkanaście ulic i nadano im nazwy związane z muzyką. Jedną z nich była ulica Nutki. Zaplanowane przy niej osiedle było częścią pasma rozwojowego Ursynów-Natolin. Wybudowano je w technologii wielkopłytowej. Jego projektantami byli Marek Budzyński (główny projektant), Jerzy Szczepanik-Dzikowski i Andrzej Szkop. Przewodniczącym zespołu projektowego, który brał udział w konkursie ogłoszonym przez Stowarzyszenie Architektów Polskich jeszcze w 1970 roku, był Ludwik Borawski, jednak po jego śmierci w 1971 roku został zastąpiony przez Budzyńskiego. Za plan pobliskiego parku zwanego Północnym oraz przebieg ulic Koński Jar i Nutki odpowiadał Andrzej Szkop, który był też autorem nazwy „Koński Jar”. Oficjalnie nazwę Koński Jar nadano w 1975. Oddane do użytkowania w 1977 roku budynki przy ul. Koński Jar były jednymi z pierwszych w ramach całego pasma Ursynów-Natolin, po bloku mieszkalnym przy ul. Puszczyka. Narzucone z góry duże tempo prac budowlanych spowodowało, że początkowo zostały przekazane mieszkańcom bez ogrzewania.
W 1977 roku osiedle było częścią ursynowskiego pleneru rzeźbiarskiego. Powstały tu rzeźby plenerowe Rodzina Ryszarda Stryjeckiego przy ul. Nutki, Ptak/Gołąb Stefana Wierzbickiego przy ul. Koński Jar 1 i płaskorzeźba Grajkowie Edmunda Majkowskiego na budynku przy ul. Koński Jar 6.
Osiedle uzyskało wyróżnienie w konkursie „Mister Warszawy” 1977 organizowanym przez dziennik Życie Warszawy.
Na terenie osiedla znajdują się dwa głazy narzutowe chronione od 1982 roku jako pomniki przyrody.
Osiedlem zarządza Spółdzielnia Mieszkaniowa „Koński Jar-Nutki”, która powstała w grudniu 1991 roku poprzez wydzielenie ze Spółdzielni Budownictwa Mieszkaniowego „Ursynów”.
Na bloku przy ul. Nutki 3/5 znajduje się mural powstały w 2011 roku pt. Gwarszawa Szum Wrzawa przedstawiający kontur Pałacu Kultury i Nauki autorstwa grupy Twożywo. Ściany trzech bloków zdobią murale z 2016 roku: ul. Nutki 1 – Jaskółki autorstwa Igora Chołdy (Aqualoopy), ul. Koński Jar 3 – Rezerwat autorstwa kolektywu Takie Pany i ul. Koński Jar 8 – Jerzykiada Marty Michalik. Wszystkie „ptasie” dzieła zostały sfinansowane w ramach budżetu partycypacyjnego i wkomponowano w nie budki lęgowe dla ptaków.
Przy ul. Nutki mieszkał przez pewien czas główny architekt Ursynowa Północnego Marek Budzyński. Zespół mieszkaniowy był tłem dla teledysku do utworu „Wiedziałem, że tak będzie” Molesty Ewenementu z 1998 roku.

## Galeria
| - Cześć wschodnia osiedla położona przy ul. Koński Jar, widok od południowego zachodu - Tablica z mapą osiedla przy ul. Surowieckiego - Budynki mieszkalne przy ul. Koński Jar 7, 9 i 10 - Płaskorzeźba Grajkowie na budynku przy ul. Koński Jar 6 autorstwa Edmunda Majkowskiego - Mural Jaskółki autorstwa Igora Chołdy (Aqualoopy) znajdujący się na bloku przy ul. Nutki 1 |